# Дзвінкий язичковий африкат
Дзвінкий язичковий африкат — рідкісний приголосний звук, що існує в деяких людських мовах. У Міжнародному фонетичному алфавіті представляється наступними символами: ⟨ɢ͡ʁ⟩ та ⟨ɢ͜ʁ⟩. Допустимий запис без риски, тобто як ⟨ɢʁ⟩.

## Особливості
- Спосіб творення — несибілянтний африкат.
- Місце творення — язичкове, тобто він артикулюється задньою спинкою язика на язичку або поряд із ним.
- Тип фонації — дзвінка, тобто голосові зв'язки вібрують від час вимови.
- Це ротовий приголосний, тобто повітря виходить крізь рот.

- Це центральний приголосний, тобто повітря проходить над центральною частиною язика, а не по боках.

- Механізм передачі повітря — егресивний легеневий, тобто під час артикуляції повітря виштовхується крізь голосовий тракт з легенів, а не з гортані, чи з рота.

## Поширення

### Язичковий
| Мова      | Мова      | Слово | МФА      | Значення | Примітки                                                         |
| --------- | --------- | ----- | -------- | -------- | ---------------------------------------------------------------- |
| Ахвахська | Ахвахська | —     | —        | —        |                                                                  |
| Екарі     | Екарі     | gaati | [ɢ͡ʁaːti] | 'десять' | Задньоязичний боковий алофон [ɡ͡ʟ] перед голосними заднього ряду. |
| Перська   | Іранська  | —     | —        | —        | Алофон [ɢ].                                                      |